# Lassina Traoré
Lassina Traoré (Bobo-Dioulasso, 12 de enero de 2001) es un futbolista burkinés que juega en la demarcación de delantero para el F. K. Shajtar Donetsk de la Liga Premier de Ucrania.

## Selección nacional
Tras jugar con la selección de fútbol sub-17 de Burkina Faso, finalmente el 4 de mayo de 2017 hizo su debut con la selección absoluta en un encuentro amistoso contra Benín que finalizó con un resultado de empate a uno tras los goles de Marcellin Koukpo para Benín, y uno del propio Traoré para el combinado burkinés.

### Goles internacionales
| #  | Fecha                    | Estadio                                                      | Oponente        | Gol | Resultado | Competición                                             |
| -- | ------------------------ | ------------------------------------------------------------ | --------------- | --- | --------- | ------------------------------------------------------- |
| 1  | 4 de mayo de 2017        | Estadio del 4 de Agosto, Uagadugú, Burkina Faso              | Benín           | 1–0 | 1–1       | Amistoso                                                |
| 2  | 21 de mayo de 2017       | Stade de l'Amitié, Cotonú, Benín                             | Benín           | 0-1 | 2–2       | Amistoso                                                |
| 3  | 21 de mayo de 2017       | Stade de l'Amitié, Cotonú, Benín                             | Benín           | 1-2 | 2–2       | Amistoso                                                |
| 4  | 12 de noviembre de 2020  | Estadio del 4 de Agosto, Uagadugú, Burkina Faso              | Malaui          | 1-0 | 3-1       | Clasificación para la Copa Africana de Naciones de 2021 |
| 5  | 12 de noviembre de 2020  | Estadio del 4 de Agosto, Uagadugú, Burkina Faso              | Malaui          | 2-0 | 3-1       | Clasificación para la Copa Africana de Naciones de 2021 |
| 6  | 5 de junio de 2021       | Estadio Nacional de Costa de Marfil, Abiyán, Costa de Marfil | Costa de Marfil | 0-1 | 2-1       | Amistoso                                                |
| 7  | 2 de septiembre de 2021  | Estadio de Marrakech, Marrakech, Marruecos                   | Níger           | 0-1 | 0-2       | Clasificación para el Mundial 2022                      |
| 8  | 6 de junio de 2024       | Estadio Internacional de El Cairo, El Cairo, Egipto          | Egipto          | 2-1 | 2-1       | Clasificación para el Mundial 2026                      |
| 9  | 10 de junio de 2024      | Estadio del 26 de Marzo, Bamako, Malí                        | Sierra Leona    | 2-0 | 2-2       | Clasificación para el Mundial 2026                      |
| 10 | 10 de septiembre de 2024 | Estadio del 26 de Marzo, Bamako, Malí                        | Malaui          | 1-0 | 3-1       | Clasificación para la Copa Africana de Naciones de 2025 |
| 11 | 10 de septiembre de 2024 | Estadio del 26 de Marzo, Bamako, Malí                        | Malaui          | 2-0 | 3-1       | Clasificación para la Copa Africana de Naciones de 2025 |
| 12 | 21 de marzo de 2025      | Estadio El Abdi, El Yadida, Marruecos                        | Yibuti          | 4-0 | 4-1       | Clasificación para el Mundial 2026                      |
| 13 | 24 de marzo de 2025      | Estadio 24 de Septiembre, Bisáu, Guinea-Bisáu                | Guinea-Bisáu    | 0-1 | 1-2       | Clasificación para el Mundial 2026                      |
| 14 | 24 de marzo de 2025      | Estadio 24 de Septiembre, Bisáu, Guinea-Bisáu                | Guinea-Bisáu    | 1-2 | 1-2       | Clasificación para el Mundial 2026                      |

## Clubes
| Club                  | País         | Año       | Partidos | Goles |
| --------------------- | ------------ | --------- | -------- | ----- |
| Ajax Cape Town        | Sudáfrica    | 2017-2018 | 0        | 0     |
| Jong Ajax             | Países Bajos | 2019-2021 | 42       | 23    |
| Ajax de Ámsterdam     | Países Bajos | 2019-2021 | 31       | 12    |
| F. K. Shajtar Donetsk | Ucrania      | 2021-     | 95       | 23    |
| Total                 | Total        | Total     | 168      | 58    |

## Palmarés

### Títulos nacionales
| Título                   | Club                  | País         | Año  |
| ------------------------ | --------------------- | ------------ | ---- |
| Copa de los Países Bajos | Ajax de Ámsterdam     | Países Bajos | 2019 |
| Eredivisie               | Ajax de Ámsterdam     | Países Bajos | 2019 |
| Copa de los Países Bajos | Ajax de Ámsterdam     | Países Bajos | 2021 |
| Eredivisie               | Ajax de Ámsterdam     | Países Bajos | 2021 |
| Supercopa de Ucrania     | F. K. Shajtar Donetsk | Ucrania      | 2021 |
| Liga Premier de Ucrania  | F. K. Shajtar Donetsk | Ucrania      | 2023 |
| Liga Premier de Ucrania  | F. K. Shajtar Donetsk | Ucrania      | 2024 |
| Copa de Ucrania          | F. K. Shajtar Donetsk | Ucrania      | 2024 |
| Copa de Ucrania          | F. K. Shajtar Donetsk | Ucrania      | 2025 |